# Хайлброн
 Тази статия е за града в Германия.  За административния окръг вижте Хайлброн (окръг).  
Хайлброн (на немски: Heilbronn) е град в Югозападна Германия, градски окръг и административен център на съседния окръг Хайлброн в провинция Баден-Вюртемберг. Разположен е на река Некар, на 35 km северно от центъра на Щутгарт.
През 20 век Хайлброн много се променя, като към града се включват следните населени места, които стават квартали на града: Бьокинген (юни 1933 г.), Некаргартах (октомври 1938 г.), Сонтхайм (октомври 1938 г.), а в по-късен етап се приобщават към града и новите квартали: Клингенберг (януари 1970 г.), Кирххаусен (юли 1972 г.), Биберах (януари 1974 г.), Франкенбах (април 1974 г.) и Хоркхейм (април 1974 г.).
Площта на Хайлброн е 99,88 km², населението към 31 декември 2010 г. – 122 879 жители, а гъстотата на населението – 1230 д/km².
В Хайлброн е разположен завод за сглобяване на автомобили на марката „Ауди“.
В Хайлброн е роден и умира физикът Юлиус Роберт фон Майер (1814 – 1878).